# Loman, Alba
Loman, mai demult Lomaj, (în germană Lamendorf, Lammdorf, în trad. "Satul mielului", în maghiară Lomány) este un sat în comuna Săsciori din județul Alba, Transilvania, România. Lomănarii cred cu tărie că sufletele morților trec în lumea de dincolo sub formă de pasăre și că până la șase săptămâni, zboară prin toate locurile pe unde au fost cât au trăit, Pasărea Suflet – cum a fost botezată prin anii ’40, de folcloristul Gheorghe PAVELESCU. Locul de veci al satului – cimitirul, e locul unde pe stâlpii funerari sunt păsări cu aripile deschise pregătite de zbor, îndreptate spre răsărit, care nu și-au luat și nu-și vor lua vreodată zborul. Simbolizează sufletul celui dus, care s-a întruchipat în porumbel și astfel trăiește veșnic. Obiceiul stâlpilor funerari sculptați din lemn în Loman este întâlnit în zona Munților Sebeșului și în Pianu de Sus, Purcăreți, Strungari sau Laz, dar și în zona Munților Orăștiei, respectiv în localitățile din apropierea cetăților dacice.

## Imagini

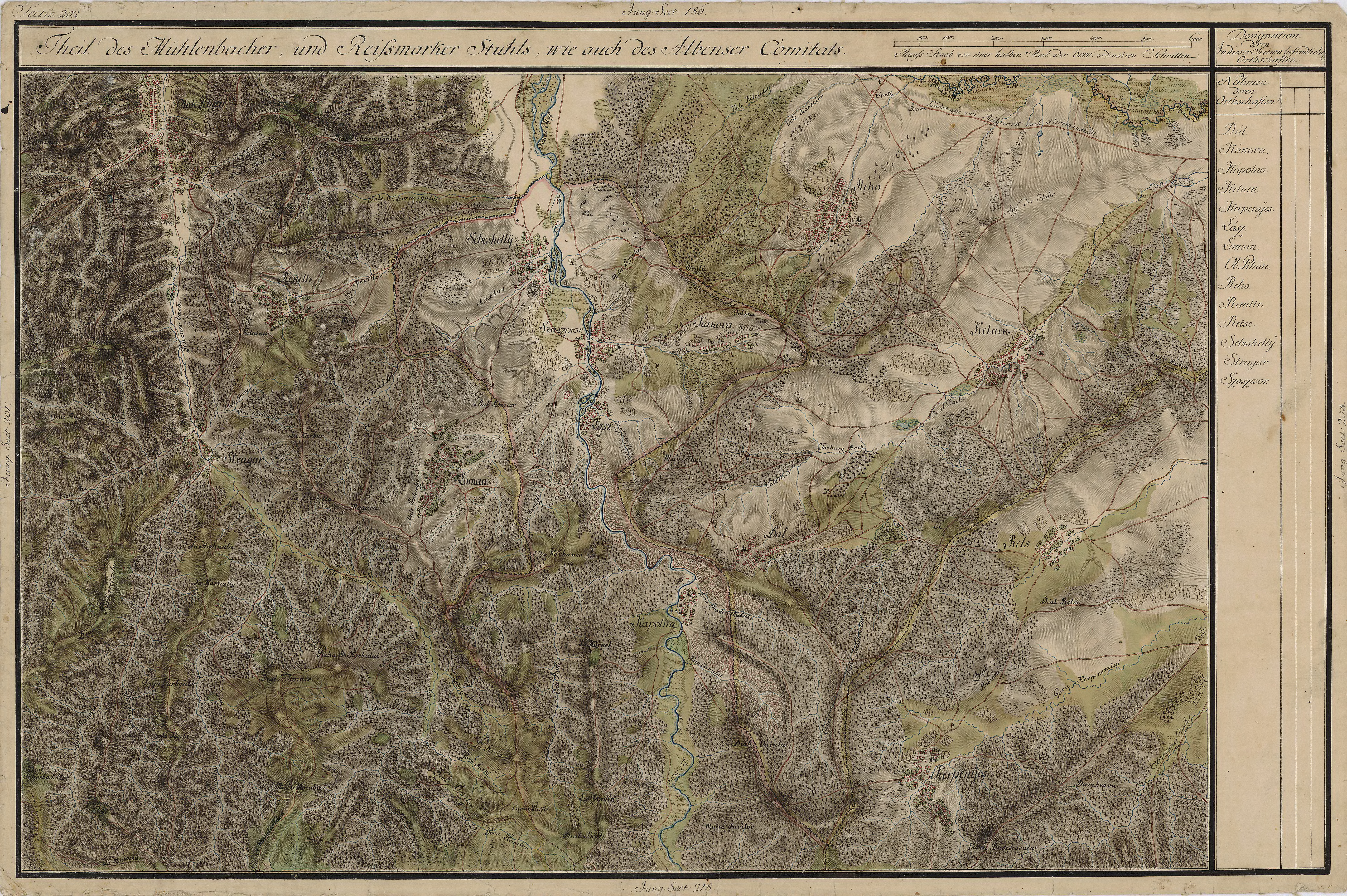
Loman în Harta Iosefină a Transilvaniei, 1769-1773